# 藝術和產業大樓
藝術和產業大樓（英語：The Arts and Industries Building）是美國華盛頓特區內的一座建築，位於國家廣場，也是史密森尼學會博物館內第二古老的建築。該建築最初名為國家博物館（National Museum），用來提供空間以收藏展示史密森尼學會增加的藏品。這座建築的設計者是建築師阿道夫·格拉斯和保羅·舒而茲（Paul Schulze），開業於1881年，時任美國總統詹姆斯·艾布拉姆·加菲尔德主持了開業典禮。1971年，該建築被列入美國國家歷史名勝。2016年春季，在經過翻新之後，該建築重新用於舉辦活動和展覽。2016年8月開始，瑞秋·戈斯林斯擔任藝術和產業大樓總監。

## 概要

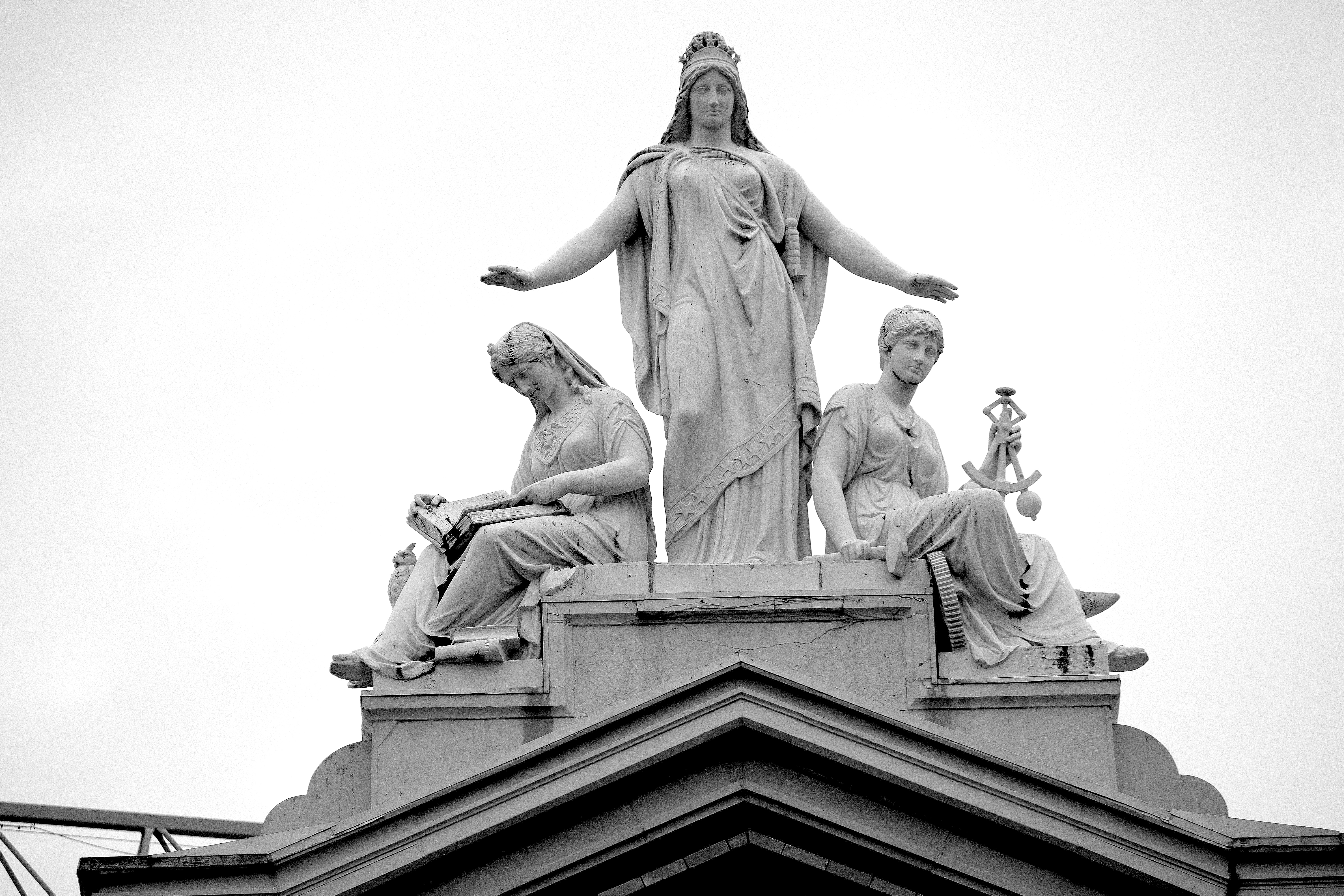
哥倫比亞保護科學和產業雕塑

藝術和產業大樓位於史密森尼學會大樓的斜後方，以避免遮住從美國國會大廈看到史密森尼學會大樓的景色。該建築外觀對稱，從上空看類似一個中央帶圓頂的希臘十字。外部裝飾由彩色磚塊構成的幾何圖案。大樓北側正門上裝飾有雕塑家卡斯珀·巴伯設計的雕塑「哥倫比亞保護科學和產業」（Columbia Protecting Science and Industry）。
建築內部通過天窗實現採光。1883年，建築外觀進行調整，使用了看上去更加鮮豔的栗子色磚塊。

## 歷史

### 19世紀

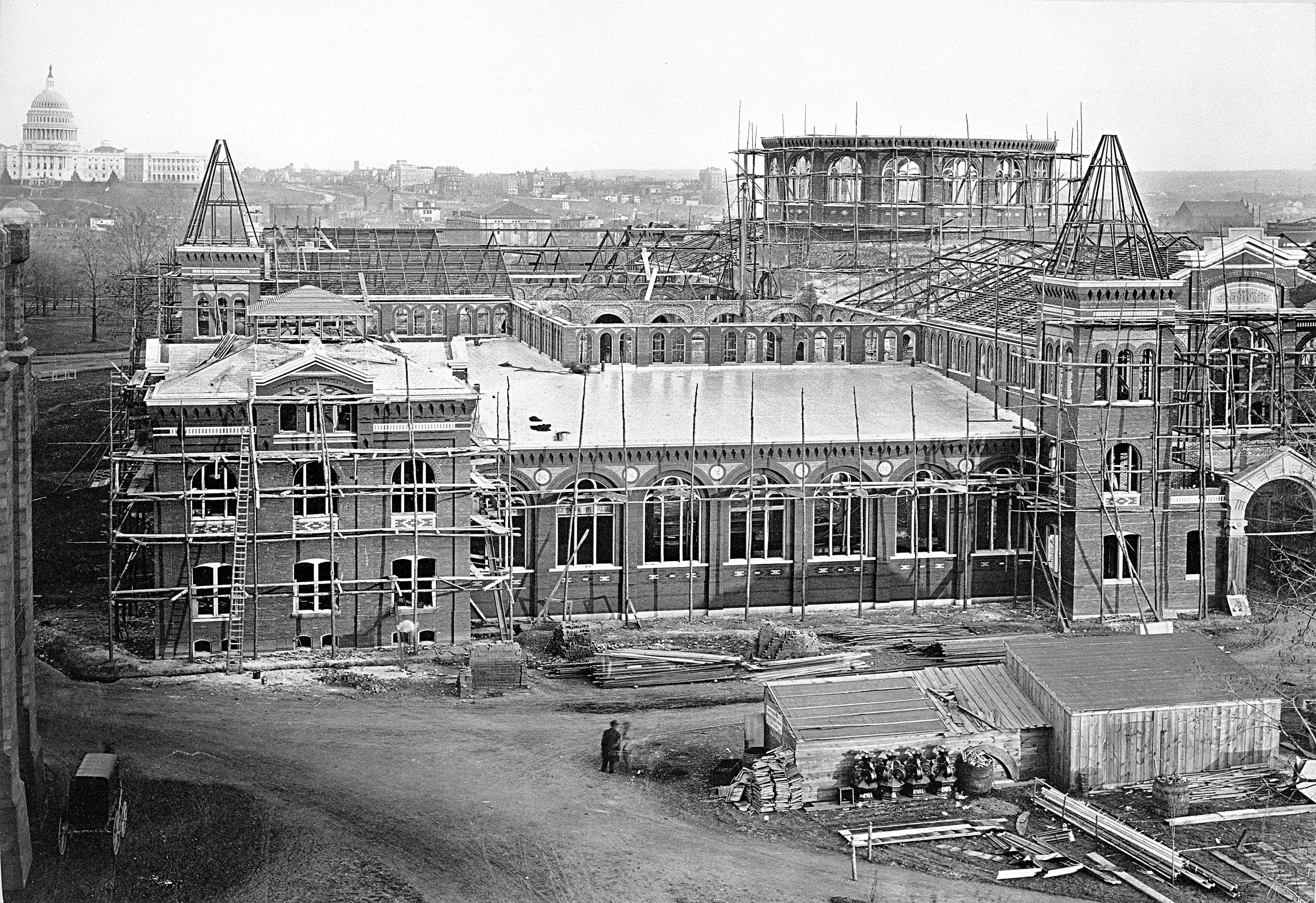
1879年修建藝術和產業大樓時的照片

據史密森尼學會資料，1876年美國國會對費城世界博覽會的撥款包括了一個有趣的附加條件。該條件規定國會撥款是貸款。如果展覽會收入足以償還貸款，那麼國會將允許將部分資金用於給國家展覽館修建新大樓。
費城世博會的成功使展覽會結束後不久就可以還清貸款。如同承諾，兩年後史密森尼學會向國會提出法案，希望修建一座合適的建築。該法案被包括在蒙哥马利·C·梅格斯將軍制定的一個計劃內。該計劃參考了費城世博會建築計劃，而費城世博會的建築計劃又受到1873年維也納世界博覽會的啟發。資金在1879年獲得批准，設計由阿道夫·格拉斯和保羅·舒而茲擔當。
根據史密森尼學會檔案，在新的國家博物館大樓舉辦的第一個活動是1881年3月4日，美國總統詹姆斯·艾布拉姆·加菲尔德和副總統切斯特·艾伦·阿瑟的就職典禮。大樓內臨時鋪上了木地板，圓形大廳了設置了兩個點燈，並還設置了10,000個衣帽架及3,000個瓦斯燈。節日的彩旗和裝飾充滿了整個大廳。圓形大廳內還豎立了巨大的「美國雕像」，象徵和平、正義與自由。雕像舉起的手中握住了電燈，象徵「19世紀美國的技能、天賦、進步和文明」。
八個月後，博物館正式對公眾開放。展覽空間達8萬平方英尺，包括特別設計的紅木展示櫃。展品涉及地質、冶金、動物學、醫學、醫學、人類學、藝術、歷史、技術、農業領域。在歷史學家兼魚類學家喬治·布朗·古德的指導下，博物館同年還設立了藝術、產業、醫學植物部門。19世紀末期，博物館的資料經常被送往其他展覽會展出，以向人民傳授國家的政治和自然史。

### 20世紀

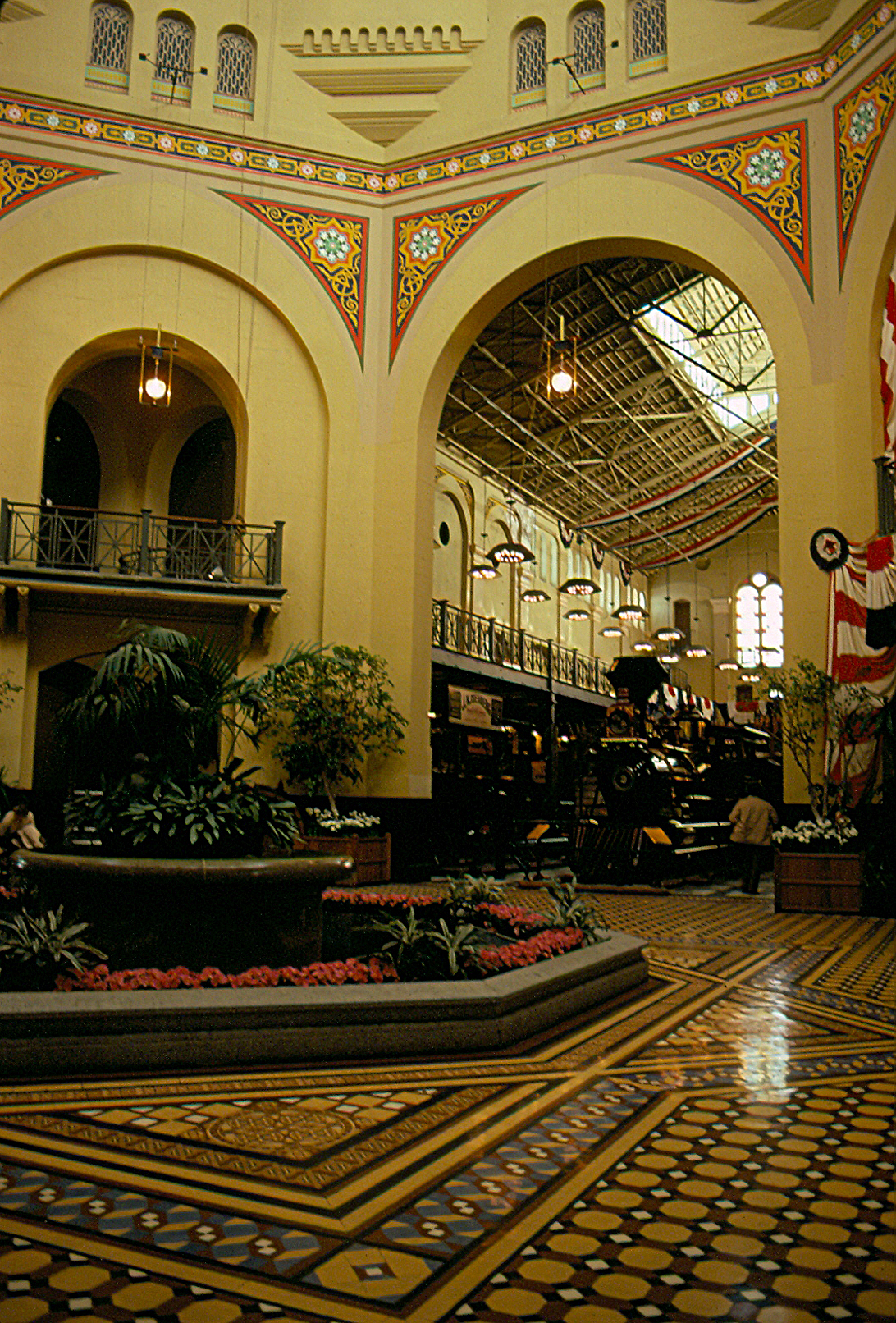
1982年時的藝術和產業大樓內部

1910年，博物館內有關自然史的藏品搬遷至美國國立自然歷史博物館，國家博物館也改名為藝術和產業大樓。1964年，大樓內的剩餘展覽品搬遷至美國國家歷史博物館。1976年，博物館內有關火箭和航空的展品搬遷至美國國家航空航天博物館。同年藝術和產業大樓重新開放，並舉辦費城世博會百年展。

### 21世紀

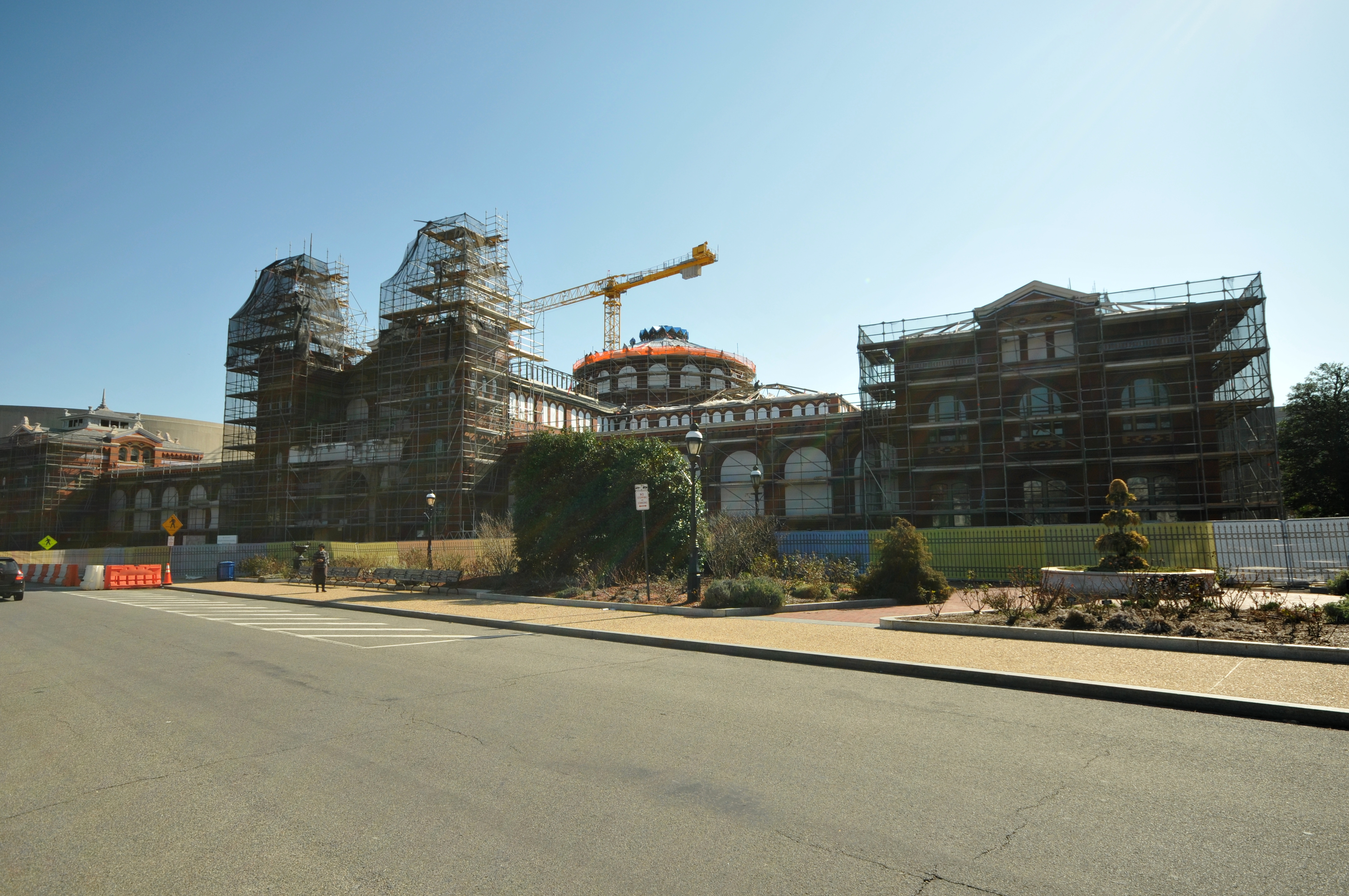
2012年翻新中的藝術和產業大樓

2004年，藝術和產業大樓再次關閉，以進行翻新。由於其不確定的未來和持續惡化的狀況，國家歷史保護信託在2006年將藝術和產業大樓列入美國最瀕危地點之一。2009年，藝術和產業大樓從2009年美國復蘇與再投資法案獲得2500萬美元撥款，用於翻新工程。
預計該建築的完整修復將耗資2億美元，僅翻新結構就需要6,500萬美元，並持續至2014年。該建築被討論作為國立拉美裔美國人博物館的可能地點。2014年1月，史密森尼學會表示由於資金問題，該建築在可預見的未來仍然關閉。但在2015年4月12日，史密森尼學會代理秘書長阿爾伯特·霍瓦斯（Albert Horvath）表示該建築的40%將在2015年秋季重新開放。霍瓦斯還表示該建築不會完全重新開放，且由於該建築的未來仍不確定，因此史密森尼學會拒絕將拉美裔美國人博物館的計劃納入該建築的未來規劃中。

## 外部連結
- Arts and Industries Building （页面存档备份，存于）
- Historical photographs of the building （页面存档备份，存于）
- Arts and Industries Building at the 2006 Most Endangered Sites, National Trust for Historic Preservation
- 美国历史建筑调查（HABS） No. DC-298, "Smithsonian Institution, Arts & Industries Building"
- "Arts and Industries Building Gets a Little Love" （页面存档备份，存于）, Smithsonian Magazine